# Walkers
Walkers ist ein britischer und irischer Lebensmittelhersteller, der sich auf die Produktion von Knabbergebäck, insbesondere Kartoffelchips, spezialisiert hat.

## Geschichte
Henry Walker, der in den 1880er Jahren von Mansfield nach Leicester gezogen war, übernahm dort eine alteingesessene Fleischerei. Durch die Rationierung von Fleischwaren nach dem Zweiten Weltkrieg fielen ungenutzte Kapazitäten an, die man anderweitig nutzen wollte. Da sich Kartoffelchips steigender Beliebtheit erfreuten, entschied sich Geschäftsführer R.E. Gerrard, den Betrieb in diese Branche zu leiten.

## Walkers heute
Walkers gehört zur Gruppe Frito-Lay, die wiederum zu Pepsico gehört. In der Heimatstadt Leicester ist die Marke allgegenwärtig: Das Fußballstadion der Stadt, das Walkers Stadium wurde vom Unternehmen gesponsert, und ein ehemaliger Fußballspieler von Leicester City, Gary Lineker, ist das neue Gesicht des Unternehmens.
2006 führte das Unternehmen Nährwertangaben auf den Verpackungen ein und gab bekannt, den Anteil gesättigter Fettsäuren in seinen Produkten um 70 Prozent zu verringern. Nach offiziellen Angaben essen täglich etwa 11 Millionen Menschen ein Walkers-Produkt. Das Unternehmen beschäftigt über 5.500 Mitarbeiter an 13 Standorten.

## Produktspektrum

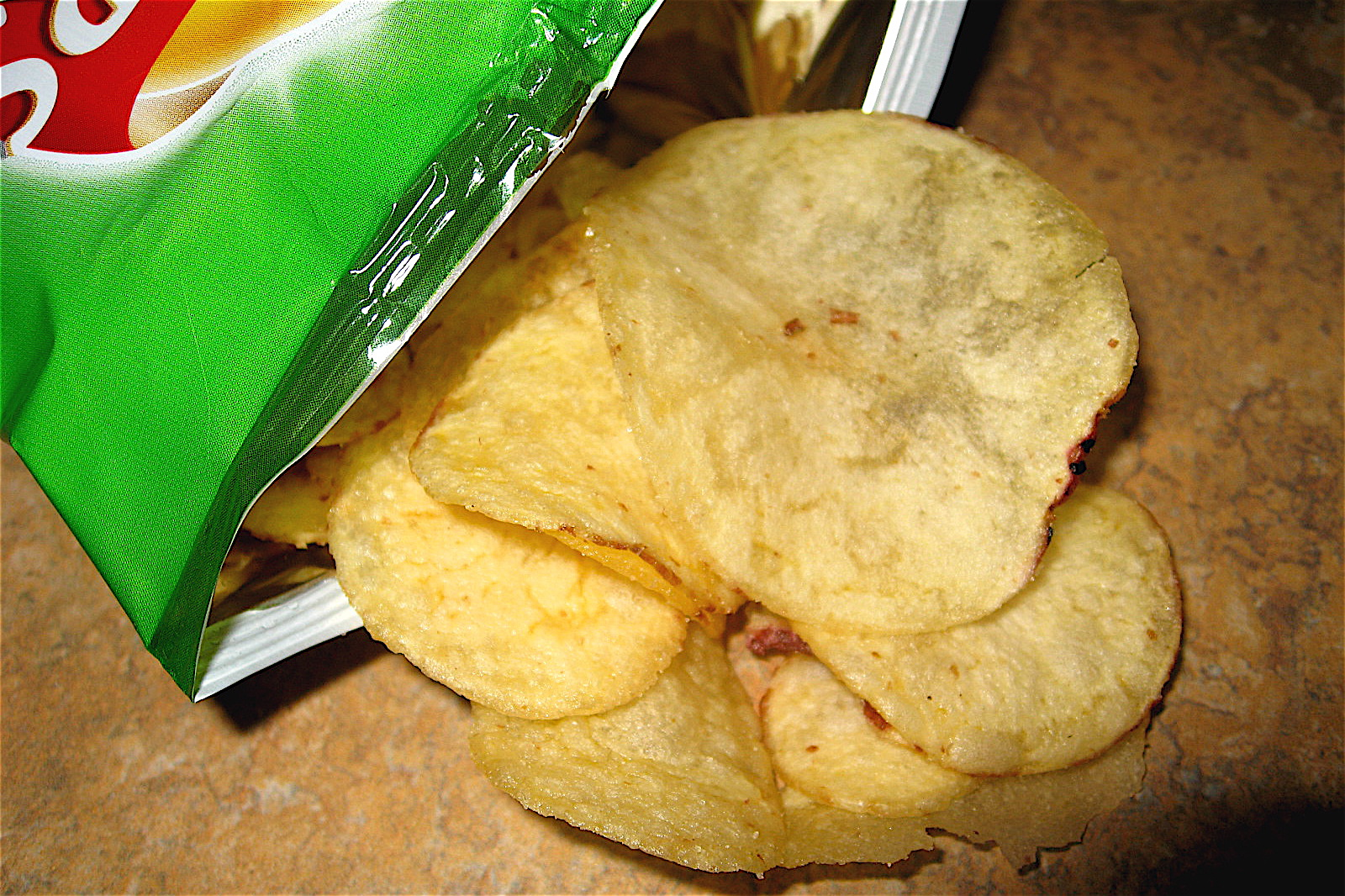
Chips der Geschmacksrichtung Salt and Vinegar

- Kartoffelchips (in derzeit rund 20 Geschmacksrichtungen)
- Fettreduzierte Snacks
- Tortilla-Chips (Doritos)
- Maissnacks

## Trivia
- In Deutschland sind Walkers-Produkte ebenfalls erhältlich. Man fand sie in vielen Subway-Restaurants (mittlerweile Lay’s) und Irish Pubs sowie den HIT-Märkten der Dohle-Handelsgruppe unter dem Markennamen Walkers. Sie werden aber auch in den Filialen von Kaufland, Edeka und Lidl unter dem Handelsnamen Lay’s, der auf den Mutterkonzern von Walker, Frito-Lay, zurückgeht, vertrieben.
- Die Verpackungsfarben, die Walkers für Cheese-and-Onion- und Salt-and-Vinegar-Chips wählt (nämlich blau und grün), unterscheiden sich von denen der meisten anderen Hersteller.